# السلسلة (مصارعة)

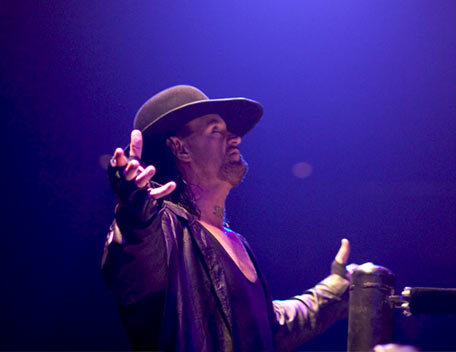
أندرتيكر عام 2008.

السلسلة (بالإنجليزية:The Streak) هي سلسلة من الانتصارات المتواصله وعددها 21 انتصار للمصارع الأندرتيكر (مارك كالاواي) في الحدث السنوي راسلمينيا. بدأت السلسلة في راسلمينيا 7 في عام 1991 عندما فاز على جيمي سنوكا، وكان أخر فوز له ضد سي أم بانك في راسلمينيا 29 في عام 2013؛ غاب الأندرتيكر من الراسيل مانيا 10 (1994) والراسيل مانيا 2000، بسبب الإصابة. بشكل عام، هزم الأندرتيكر 18 رجلا خلال هذه الانتصارات، والتي تضمنت مباريات ضد المصارع تربل إتش ومباراتين ضد كلا من كين وشون مايكلز، بالإضافة إلى مباراة وحيدة من نوع هاندي كاب ماتش ضد بيغ شو وأيترين في ريسلمانيا 19. على الرغم من أن هذه الانتصارات تعتبر جزء من السيناريو المصارعة المحترفة، إلى أنها جذبت الأنظار والأهتمام في نشرات الأخبار الرياضية حيث أعتبرتها إحدى القنوات الرياضية بأنها «أكبر سلسلة انتصارات رياضية»،  في حين أن قناة سكاي سبورت وصفت السلسلة بأنها مثل انتصارات الملاكم الأمريكي فلويد مايويذر جونيور.
أصبحت انتصارات الأندرتيكر جزء أساسي في الراسيل مانيا،  مع الانتصارات المتلاحقة للأندرتيكر في الحدث تم وصفها بأنها أكثر احتراما وتقديرا من الفوز ببطولة حزام دبليو دبليو إي. في ريسلمانيا 30 وتحديدا عام 2014، خسر الأندرتيكر أما بروك لسنر. لسنوات عديدة كان هناك عده نقاشات وجدال حول الشخص الذي يجب أن يكسر السلسلة،  ضمن المصارعين البارزين.

## خلفية

شعار الراسيل مانيا الرسمي الحالي.

### الراسيل مانيا
ريسلمانيا هو الحدث السنوي من الأكثر شهرة في عالم مصارعة المحترفين في الولايات المتحدة. ساعد نجاح ريسلمانيا على نطاق واسع في تحويل الرياضة من المصارعة محترفين إلى مصارعة ترفيهي وترويجيه وقد نجح هذا الامر بالفعل جعلها مشهوره عالميا، وزادت شهره هذا الحدث بعد ان تم ترويجه تحت مسمى «سوبر بول للرياضة الترفيهيه».

### الأندرتيكر
ولد مارك ويليام كالاواي في 24 مارس 1965 في هيوستن، تكساس، والاندرتكر هو مصارع محترف أمريكي. وهو موقَّع حاليا لدى مؤسسة دبليو دبليو إي، حيث عمل منذ عام 1990، مما جعله أطول مصارع موقع في الشركة. بدأ كالاواي مسيرته في المصارعة مع وورلد كلاسيك تشامبيونشيب ريسلينغ في عام 1984. بعد ذلك انتقل لاتحاد بطولة العالم للمصارعة (دبليو سي دبليو) بدور «مين» مارك كالوس بين عامي 1989 و 1990، وقد وقع مع الاتحاد العالمي للمصارعة (دبليو دبليو اف، دبليو دبليو إي لاحقا) في اواخر عام 1990. فاز الاندرتيكر في اتحاد دبليو دبليو أي ببطولة العالم سبع مرات، بعد أن فاز في بطولة دبليو دبيلو أي أربع مرات وبطولة الوزن الثقيل العالمية ثلاث مرات، وكذلك الفائز في عام 2007 الرويال رامبل. يعتبر رابع أصغر مصارع يفوز بحزام دبليو دبليو في تاريخ الشركة، حيث فاز باللقب وكان يبلغ من العمر 26 عاما و 8 أشهر و 3 أيام  يعتبر أقدم بطل عالمي للوزن الثقيل في تاريخ الشركة يبلغ من العمر 52 عاما.

## مبارياته في الراسيل مانيا
| سلسلة انتصارات الأندرتيكر | سلسلة انتصارات الأندرتيكر  | سلسلة انتصارات الأندرتيكر     | سلسلة انتصارات الأندرتيكر                    | سلسلة انتصارات الأندرتيكر                                   |
| السلسلة                   | التاريخ                    | وقت المباراة                  | القاعة الرياضية                              | ملاحظة                                                      |
| ------------------------- | -------------------------- | ----------------------------- | -------------------------------------------- | ----------------------------------------------------------- |
| 1–0 جيمي سنوكا            | مارس 24, 1991 راسلمينيا 7  | 4:20 تثبيت                    | Los Angeles Memorial Sports Arena لوس أنجلوس | كانت هذه أول مبارة له في السلسلة                            |
| 2–0 جيك ذا سنيك روبرتس    | أبريل 5, 1992 راسلمينيا 8  | 6:36 تثبيت                    | Hoosier Dome إنديانابوليس (إنديانا)          |                                                             |
| 3–0 جاينت غونزاليس        | أبريل 4, 1993 راسلمينيا 9  | 7:33 إستبعاد                  | سيزار بالاس لاس فيغاس ستريب                  |                                                             |
| 4–0 كينغ كونغ بوندي       | أبريل 2, 1995 راسلمينيا 11 | 6:36 تثبيت                    | Hartford Civic Center هارتفورد (كونيتيكت)    |                                                             |
| 5–0 كيفين ناش             | مارس 31, 1996 راسلمينيا 12 | 16:46 تثبيت                   | هوندا سنتر آناهايم                           |                                                             |
| 6–0 سايكو سيد             | مارس 23, 1997 راسلمينيا 13 | 21:19 تثبيت                   | صالة أولستايت روسمونت (إلينوي)               | This was for the بطولة العالم للدبليو دبليو إي للوزن الثقيل |
| 7–0 كين                   | مارس 29, 1998 راسلمينيا 14 | 16:58 تثبيت                   | Fleet Center بوسطن                           |                                                             |
| 8–0 بيج بوس مان           | مارس 28, 1999 راسلمينيا 15 | 9:46 تثبيت                    | ولز فارجو سنتر فيلادلفيا (بنسيلفانيا)        | كانت مبارة الجحيم في زنزانة                                 |
| 9–0 تربل إتش              | أبريل 1, 2001 راسلمينيا 17 | 18:17 تثبيت                   | أسترودوم هيوستن (تكساس)                      |                                                             |
| 10–0 ريك فلير             | مارس 17, 2002 راسلمينيا 18 | 18:47 تثبيت                   | سكاي دوم تورونتو                             | This was a أنواع مباريات المصارعة                           |
| 11–0 ماط بلوم وبيغ شو     | مارس 30, 2003 راسلمينيا 19 | 9:45 تثبيت                    | ملعب سافيكو فيلد سياتل                       | This was a أنواع مباريات المصارعة                           |
| 12–0 كين                  | مارس 14, 2004 راسلمينيا 20 | 7:45 تثبيت                    | ماديسون سكوير جاردن نيويورك                  |                                                             |
| 13–0 راندي أورتن          | أبريل 3, 2005 راسلمينيا 21 | 14:14 تثبيت                   | ستيبلز سينتر Los Angeles, California         |                                                             |
| 14–0 مارك هنري            | أبريل 2, 2006 راسلمينيا 22 | 9:26 إدخال الخصم داخل التابوت | صالة أولستايت Rosemont, Illinois             | This was a أنواع مباريات المصارعة                           |
| 15–0 باتيستا              | أبريل 1, 2007 راسلمينيا 23 | 15:47 تثبيت                   | ملعب فورد فيلد ديترويت                       | This was for the بطولة العالم للوزن الثقيل (دبليو دبليو إي) |
| 16–0 إيدج                 | مارس 30, 2008 راسلمينيا 24 | 23:50 إستسلام                 | ملعب فلوريدا سيتريوس باول أورلاندو (فلوريدا) | This was for the World Heavyweight Championship             |
| 17–0 شون مايكل            | أبريل 5, 2009 راسلمينيا 25 | 30:41 تثبيت                   | ملعب ريلاينت Houston, Texas                  |                                                             |
| 18–0 شون مايكل            | مارس 28, 2010 راسلمينيا 26 | 23:59 تثبيت                   | ملعب جامعة فينيكس غلانديل (أريزونا)          | This was a أنواع مباريات المصارعة                           |
| 19–0 تربل إتش             | أبريل 3, 2011 راسلمينيا 27 | 29:22 إستسلام                 | ملعب جورجيا دوم أتلانتا (جورجيا)             | This was a أنواع مباريات المصارعة                           |
| 20–0 تربل إتش             | أبريل 1, 2012 راسلمينيا 28 | 30:50 تثبيت                   | ملعب صن لايف ميامي غاردنز (فلوريدا)          | This was a Hell in a Cell match with Shawn Michaels as حكم  |
| 21–0 سي إم بنك            | أبريل 7, 2013 راسلمينيا 29 | 22:07 تثبيت                   | ملعب ميتلايف شرق راذرفورد                    | كانت هذه آخر مباراة قبل أن يكسرها بروك لسنر                 |

## السلسلة

### الراسيل مانيا 7 (0-1)
انتهت المباراة عندما حاول جيمي سنوكا القفز على الحبال والهجوم على أندرتيكر ولكن هذا الأخير أمسك به وأطبق عليه حركة شاهد القبر قبل أن يثبته ويفوز عليه.

### الراسيل مانيا 8 (0-2)
بعد أن قام جيك روبرتس بعمل حركة دي دي تي للأندرتيكر للمرة الثانية، ذهب جيك روبرتس إلى الخارج لمهاجمة مدير أعمال أندرتيكر بول بيرر. بعدها نزل أنردتيكر وعمل حركة شاهد القبر على جيك في خارج الحلبة على الأرضية، قبل أن يدخله مره أخرى ويثبته يفوز عليه.

### الراسيل مانيا 9 (0-3)
تم استبعاد العملاق جاينت غونزاليس عندما غطت وجه أندرتيكر بقطعة قماش مغطاة بالكلوروفورم. كانت هذه الطريقة الوحيدة لفوز أندرتيكر في هذه المباراة غير التثبيت، وهناك عدة مباريات مثل الاستسلام أو التابوت.

### الراسيل مانيا 11 (0-4)
انتهت المباراة، التي كانت الحكم لاري يونغ يديرها، عندما قام أندرتيكر بحمل كينغ كونغ بوندي واسقاطه مره أخرى ثم ارتد إلى الحبل وقفز واطاح بالاخير مره أخرى وثبته.

### الراسيل مانيا 12 (0-5)
قبل مغادرة بطل دبليو سي دبليو ديزل خسر اما الأندرتكير عن طريق حركة شاهد القبر.

### الراسيل مانيا 13 (0-6)
كانت هذه في مباراة على بطولة العالم للوزن الثقيل، عندما كاد سايكو سيد عمل حركة بور بومب ولكن ظهر بريت هارت فقام الاخير بضربه عده مرات وهو عالحبل قبل ان يدخل ولكن في المرة الاخيره قام بريت بامساك راس سايكو والنزول للاسفل فاردت راس سايكو عالحبال وكانت فرصه مناسب للاندرتيكر بعمل حركة شاهد القبر.

### الراسيل مانيا 14 (0-7)
بعدما تلقى كين ضربتين من حركة شاهد القبر تلقي الضربة الاخيرة وكانت الاقوى وقد هزم بعدها.

### الراسيل مانيا 15 (0-8)
كانت هذه أول مباراة الراسيل مانيا تكون من نوع الجحيم في الزنزانة وانتهت المباراة عندما قام أندرتيكر بعمل حركة شاهد القبر إلى بيغ بوس مان، وبعدها علقة على حبل المشنقة.

### الراسيل مانيا 17 (0-9)
بعد المباراة التي كانت ضمن مدرجات الجماهير، انتهت هذه المبارة عندما قام اندرتكير بعمل حركة الراكب الاخير وأسقط تربل اتش. كانت هذه أول راسيل مانيا للأندرتيكر بشخصية ذي أمريكان باد اس الذي يركب دراجة نارية.

### الراسيل مانيا 18 (0-10)
كانت هذه المبارة من نوع قوانين إقصائية وقد انتهت بعدما قام أندرتيكر بعمل حركة شاهد القبر على ريك فلير بعد أن هوجم من قبل أرن أندرسون.

### الراسيل مانيا 19 (0-11)
هذه المبارة كانت من نوع فرق ثنائية وعلى الرغم من انه كان من المقرر أن يتم إزاله شريط اندرتيكر من المباراة قبل المباراة، إلا أن ناثان جونز ساعد تيكر في الفوز عن طريق دخوله وتوجيه ركله لبيغ شو وركله إلى أي ترين، وهذا ما استفاد منه تيكر حيث عمل حركة شاهد القبر على أي ترين. كانت هذه اخر مباراة للاندرتيكر بشخصية امريكان باد اس في مهرجان الراسيل مانيا.

### الراسيل مانيا 20 (0-12)
عاد بشخصية الرجل الميت وواجه اخاه كين للمره الثانية وعمل له حركة شاهده القبر.

### الراسيل مانيا 21 (0-13)
كانت نهايه المباراة عندما حاول راندي أورتن تنفيذ شاهد القبر على تيكر، ولكن تيكر عكس الحركة واطبقها على اورتن.
هذه المباراة كانت المرة الأولى التي يريد فيها الخصم من اندرتيكر ان ينهي سلسله انتصاراته بشكل صريح، بدلا من وجود سيناريو قبله.

### الراسيل مانيا 22 (0-14)
فاز أندتيكر في المباراة عندما وضع مارك هنري داخل التابوت.

### الراسيل مانيا 23 (0-15)
بعد عام 2007 رويال رامبل 2007،  حصل أندرتيكر الفرصة لاختيار خصمه للراسيل مانيا 23. كانت الخيارات هي بطل الدبليو دبليو أي جون سينا، بطل أي سي دبليو بوبي لاشلي، أو بطل العالم للوزن الثقيل باتيستا، اختار أندرتيكر باتيستا.
فاز تيكر في المبارة عندما عمل حركة شاهد القبر على باتسيتا.

### الراسيل مانيا 24 (0-16)
على الرغم من أن اندرتيكر دخل لم يهزم في الراسيل مانيا عند مواجهه ايدج، إلا أن إدج أيضا لم يهزم في أي مباراة فردية في الراسيل مانيا وصف ايدج هذه المباراة بأنها «أفضل مباراة في حياتي المهنية، ولايمكن مقارنتها أي مباراة أخرى، وخصوصا أنها كانت الحدث الرئيسي، ضد الأندرتيكر على لقب العالم، وهذه الظروف لن تتكرر ابدأ».
كانت المباراة مليئة بالحركات القوية بين تيكر وايدج الذي كان يدافع عن بطولة العالم للوزن الثقيل، وكانت من ضمن الحركات المتعدده لتيكر أولد سكول، والشوك سلام، والركوب الأخير، ووشاهد القبر، في حين ضرب خطوات كبيرة اما من طرف ايدج كانت الحركات دي دي تي والرمح وغيرها. جاءت نهاية المباراة بعدما، استخدام الكاميرا كسلاح، وتدخل مصارعان هما (كيرت هوكينز وزاك رايدر) فقد ضرب تيكر الأول وعمل شوك سلام للاخر، كانت نهاية المباراة بعدما استعد ايدج لتنفيذ ضربة الرمح استقبله تيكر بحركة بوابة الجحيم وجعل ايدج يستسلم. فاز الاندرتيكر للعام الثاني على التوالي، ببطولة بطولة العالم للوزن الثقيل في الراسيل مانيا.

### الراسيل مانيا 25 (0-17)
بعد فوز شون مايكلز على فلاديمير كوزلوف في 2 مارس 2009، حصل شون مايكلز على الحق في تحدي الأندرتيكر في الراسيل مانيا 25.
خلال المباراة، حاول أندرتيكر عمل حركة الطيران في الهواء خارج الحلبة، ولكن مايكلز سحب المصور الذي كان في الخارج، وترك الأندرتيكر يسقط على الأرض على نحو كاد أن يصيب عنقه. قالت وسائل اعلام مختلفة إن المكان أضاف «مزيدا من الدراما والعاطفة للمباراة، وأعطاه عنصرا من الواقعية». وصفت نهاية المبارة، بأنها «مشحونة عاطفيا»، وتضمنت المباراة أربعة حركات قاضية من الأندرتيكر وهي (شاهد القبر، الركوب الأخر، الشوك سلام، بوابة الجحيم) ولكن جميعها باءت بالفشل. تم وصف «نظرة الأندرتيكر بأنها عميقة من الحزن واليأس على وجهه» بعد أن تحرك مايكلز من حركة شاهد القبر «اللقطة من صميم القلب والعاطفة كانت ضمن المباراة». أما بخصوص شون مايكلز فقد عمل حركين سويت شوت ميوزيك ولكنها باءت بالفشل في تحقق النصر. في نهاية المباراة حاول شون مايكلز الصعود إلى ركن الحلبة والقفز بالمقلوب للخلف ولكن عندما قفز أمسكه تيكر وأطبق عليه حركة شاهد القبر وفاز عليه.
وصفت المباراة بأنها «عرض سرقة» و «كلاسيكية فورية» لكن في النهاية أثرى الكثير من الجماهير على المباراة ووصفوها بأنها كأعظم مباراة في تاريخ الراسيل مانيا.

### الراسيل مانيا 26 (0-18)
رفض أندرتكير في البداية مباراة ثانية مع شون مايكلز، ولكن عندما أصر شون مايكلز على المباراة رد عليه تيكر قائلا: «أنا قبل ولكن بشرط واحد هذه السنة سوف تكون الأخيرة ويجب أن نضع شي على المحك إذا هزمتني سوف تكون أنت الشخص الذي يكسر السلسلة أما لو أنني هزمتك مهنتك سوف تنتهى وتتعزل». في عرض إليمنيشر شامبر شارك عدة مصارعون منهم كريس جيركو واندرتيكر وكان العرض على بطولة العالم للوزن الثقيل وبعدما ان تبقى فقط اندرتيكر وكريس جيركو تدخل شون مايكلز وخرج من تحت أرضية الحلبة، ووجه جركة سويت شوت ميوزك لتيكر فسقط هذا الاخير مما سمح لجيركو بتثبته والفوز باللقب.
في الراسيل مانيا 26، وجه مايكلز حركة سويت شوت ميوزك للاندرتيكر في خارج الحلبة بالقرب من طاولة التعليق، وبعدها وضع أندرتيكر فوق طاولة التعليق وصعد هو إلى أحد اركان الحلبة وقفز بالمقلب وسقط على تيكر وتحطمت الطاولة. استغرقت المبارة حوالي 24 دقيقة، وكانت نهاية المباراة عندما عمل تيكر حركة شاهد القبر على مايكلز داخل الحلبة (كانت هذه الثانية اما المرة الأولى كانت خارج الحلبة)، ولكن تحرك هذا الاخير فغضب تيكر وقرر ان يعمل حركة ثالث من نوع شاهد القبر وعندما يده على عنقه ويمررها كان مايكلز يتعلق بجسد تيكر وثم وقف ووجه صفعه قويه لتيكر، مما جعل تيكر يغضب بشده وينفذ حركة شاهد القبر للمره الثالثة وكانت قوية حيث امسك تيكر جسد مايكلز وقفز وفعل الحركة وثبت تيكر مايكلز وفاز في المباراة. وحسب شرط المبارة،  تقاعد مايكلز من المصارعة المهنية،  وصفت أخر لحظة في المبارة بـ «نهاية الحقبة».

### الراسيل مانيا 27 (0-19)
في بداية سنة 2011 قرر تربل إتش صديق مايكلز ان يتحدى أندرتيكر ويكسر سلسلته. وبالعفل تواجه الاثنان في مهرجان الراسيل مانيا 27 وقد إستغرقت المباراة حوالي 30 دقيقة، وكانت من نوع دون قوانين إقصائية،  كانت المباراة حاميه واستخدم تربل اتش الكرسي الفولاذي عده مرات وضرب به جسد تيكر وحاول تثبته ولكن لاجدوى، بعدها غضب تربل اتش وقرر النزول خارج الحلبة لاحضار المطرقة الحديدية وبالفعل اخرجها من تحت الحلبة واراد ان يضرب بها تيكر وامسك تربل اتش رجلي تيكر ووضعه في المنتصف وفجاه قلب تيكر الموقف وسحب يد تربل اتش وعمل عليه حركة بوابة الجحيم؛ حاول تريبل اتش استخدام مطرقة بينما تيكر يطبق عليه الحركة، ولكن لم يتمكن من القيام بذلك وإستسلم وفاز تيكر. على الرغم من تيكر فاز في المباراة، الا انها كانت المرة الأولى التي لم يتمكن فيها من الخروج من القاعة الرياضية على رجلبه فقد كانت منهك الجسم ومتعب جدا ولهذا تم إستدعاء المسعفين والأطباء واخرجوه على نقاله متحركة.

### الراسيل مانيا 28 (0-20)
في هذه المرة قرر تربل اتش مواجهه تيكر مره أخرى، لانه هزم في الراسيل مانيا السابق وقرر كسر السلسلة حقا. في بداية الامر رفض تيكر التحدى ولكن في نهاية المطاف قبل التحدي بشرط ان تكون مباراة الجحيم في الزنزانة ويكون الحكم فيها هو شون مايكلز. في الراسيل مانيا 29 تواجه الاثنان، بدأت المباراة، التي وصفت بأنها «نهاية العصر». كانت المباراة حامية جدا وضرب كلا منهما الآخر، فقدد قام تريبل اتش بعمل ضربته الخاصة على الأندتيكر، ومن جهه تيكر قام بعمل حركة بوابة الجحيم، ولكن تربل اتش افلت منها. تضمنت المباراة استخدم ادوات مثل الكرسي الفولاذي والمطرقة الحديدية، فقد ضرب تربل اتش اندرتيكر بالكرسي الفولاذي 16 مره متتالية، وبعدها وجه تربل اتش ضربه بالمطرقة على جمجمة اندرتيكر، بعد عده ضربات تلقاها تيكر طلب تربل اتش من مايكلز ايقاف المباراة ولكنه حاول محادثة تيكر الا ان هذا الاخير لم يقبل. بعد هذا الامر ومايكلز متردد في ايقاف المبارة أو لا ذهب مايكلز على تيكر للمره الاخيرة وحاول ان يحادثه ولكن تيكر عمل حركة شاهد القبر عليه ولكن تدخل تربل اتش وضرب تيكر بالمطرقة. بعدها استغل تيكر الموقف وعمل حركة شاهد القبر على تربل اتش ولكن لم يكن هناك حكم لان مايكلز طريح على الأرض وبعد ان جاء حكم جديد عمل تيكر حركة شوك سلام لتربل اتش ولكن الاخير افلب منها بعدما عد الحكم للعدد اثنان مما جعل تيكر يغضب ويطبق حركة شوك سلام على الحكم الجديد. بعد هذه الحوادث قرر تيكر عمل حركة شاهد القبر ولكن افلت منها تربل اتش ودفعه نحو مايكلز الذي قام ووقف وسدد حركة سويت شوت ميوزك واتبعها تربل اتش بحركة الخاص ومع ذلك عد إلى الرقم اثنان وتحرك تيكر. انتهت المباراة بعدما قام تيكر بتوجيه ضربه بالمطرقة الحديدية إلى تربل اتش واتبعها بحركة شاهد القبر. اعتبر اندرتيكر هذه المباراة بانها واحدة من أعظم المباريات خلال مسيرته من نوع الجحيم في الزنزانة،  بينما اعتبر تريبل اتش المباراة أنها واحده من مبارياته المفضلة في حياته المهنية.

### الراسيل مانيا 29 (0-21)
قبل اقامه الراسيل مانيا 29، قام سي إم بنك ومدير أعماله بول هيمان بعمل عده حيل واساليب تخص كلا من اندرتيكر والراحل بول بيرر حيث توفي بول قبل الراسيل مانيا 29 بفترة قصيرة، حيث قام بول هيمان بتغيير شكله واصبح شكله يشبه بول بيرر واخذ الجرة الذهبية، اما سي ام بانك فتنكر بزي الكهنة وارتدى لباس اسود، وفي اخر حلقة من الراو قبل الراسيل مانيا 29، قام سي ام بانك بالاعتداء على تيكر وفك الجرة وسكب مابداخلها من تراب على وجه تيكر.
في الراسيل مانيا 29 استغرقت المبارة حوالي 22 دقيقة وكان سي إم بنك يقلد حركات تيكر مثل اولد سكول، وضمن الاحداث قام سي ام بانك بوضع تيكر على طاولة المعلقين الأسبان بعدما ركله على راسه بعدها قام بانك وقفز من ركن الحلبة على تيكر ودخل إلى الحلبة من جديد وهنا بدا الحكم في العد ولكن تيكر دخل إلى الحلبة قبل ان يصل الحكم للعدد 10. حاول تيكر ان يعمل حركة الراكب الاخير ولكن بول هيمان اعطى الجرة الذهبي إلى بانك وقام هذا الاخير وسقط وتم التثبيت ولكن افلت تيكر، بعدها عمل بانك حركة اذهب للنوم لتيكر ولكن هذا عاجله بحركة شاهد القبر، انتهت المباراة بعدما حاول بانك عمل حركة شاهد القبر على تيكر ولكن هذا الاخبر عكس الحركة وعملها في بانك وفاز في المباراة وكان هذا الفوز هوم رقم 21 وكان اخر فوز في سلسلة الانتصارات.

## نهاية سلسلة الانتصارات

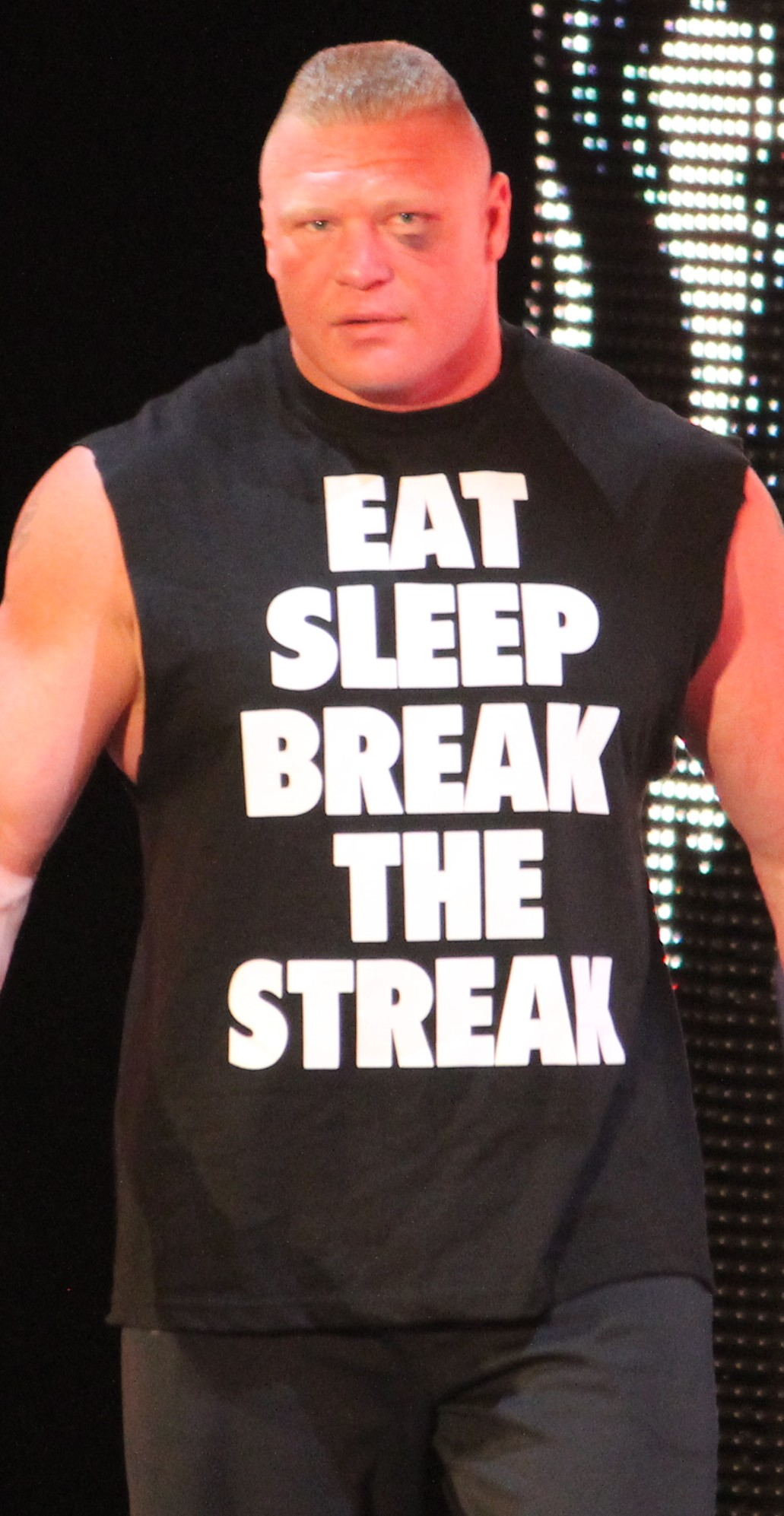
بروك لسنر أول مصارع يكسر سلسلة انتصارات أندرتيكر.

في 23 أكتوبر 2010، بعد أن خسر بروك لسنر بطولة العالم للوزن الثقيل في اتحاد ام ام أي، تواجه بروك وتيكر مع بعضهما وسأل تيكر بروك:«هل أنت تريد أن تفعلها؟» (كان يقصد انهاء سلسلة الانتصارات) أدت هذه المقابلة إلى تكهنات حول مباراة الراسيل مانيا 30 عام 2014 بين الاثنين، ، ولقد ظهرت عداوة بين الاثنين في السيناريو في اتحاد دبليو دبليو أي.
في 24 فبراير 2014 من حلقة من الراو، ظهر أندرتيكر للمرة الأولى بعد ان تعارك مع مجموعة الدرع واطبقوا عليه حرب تومب بومب وتحديدا قبل عشرة أشهر (26 أبريل 2013)، تحدي بروك لمباراة في الراسيل مانيا 30، والتي تم تحديدها في يوم 6 أبريل 2014. وبالفعل تواجه الاثنان في المهرجان وكانت مباراة حاميه جدا، بعد ان تلقى تيكر 3 مرات حركة اف فايف من قبل لسنر، خسر المباراة ولقد استغرفت المباراة حوالي 25 دقيقة و 12 ثانية وبهذا الامر تم إنهاء سلسلة انتصارات الاندرتيكر في الراسيل مانيا، ولقد انصدم جهمور دبليو دبليو أي بالنتيجة وظل السكون والحيرة تسيطر على المكان بعد ان هزم تيكر. منذ بداية المباراة تعرض تيكر لاصابه في راسه وتحداد ارتجاج شديد في المخ ولقد عانى منه كثير وما انتهت المباراة حتى حضر المسعفون وذهبوا به إلى المشفى. عند انتهاء المباراة فريق عمل دبليو دبليو أي لم يشغلوا أغنية بروك لسنر لبضع دقائق في حين واصل المصورون تسليط الضوء على رد فعل الجماهير الذين أصابتهم حاله من الذهول، في حين بدأ مدير أعمال بروك لسنر بول هيمان شديد الذهول والانبهار بعد ذلك قام بول هيمان برفع يد لسنر وهذا يشير إلى ان السلسلة أصبحت «21 مقابل 1»(فيما بعد أصبحت 22-1 و 23-1 بعدما فاز تيكر في مباريتين في الراسيل مانيا 31 والراسيل مانيا 32). وصفت مجلة سبورتس إلوستراتد النتجية بأنها «النتيجة الأكثر إثارة للصدمة منذ حادثة مونتريال سكرو جوب عام 1997». اعترض عدد كبير من المشجعين على هذه النتيجة، حيث قال جاستن هنري صاحب موقع وريستليكراب أن القرار كان يعطي جو حماسي وفي نفس الوقت، أثار رد فعل عاطفي وهذا ما أثر على سمعة دبليو دبليو أي. قال فينس ماكمان في مقابلة مع ستون كولد ستيف أوستن عن قراره بإنهاء «سلسلة الانتصارات» أنه تم عمل هذا الأمر لجعل من بروك لسنر مصارع قوي وشرس بالإضافة إلى انه لم يكن هناك مرشحون آخرون قابلون للدور، مضيفا أن الأندرتيكر نفسه قد صدم بالقرار، ولكن شارك عن طيب خاطر لأنه يريد أن يكمل مشواره مع شركة دبليو دبليو أي.
بعد هذا الحدث، تواجه بروك لسنر وسيث رولنز في مهرجان باتل جراوند عام 2015  وكانت المباراة على بطولة العالم للوزن الثقيل وبعدما عمل لسنر حركة اف فايف على سيث وثبته وعد الحكم أحد اثنان ولم يكمل لانه دقت اجراس اندرتيكر وانطفات الاضواء اشعلت من جديد وظهر تيكر في واراد فعل الشوك سلام على لسنر لكن هذا الاخير افلت من الحركة واراد تنفيذ حركة اف فايف ولكن تيكر افلت من الحركة وعمل حركة لو بلو (الضرب تحت الحزام) ثم عمل حركة الشوك سلام ثم أتبعها حركتين من نوع شاهد القبر، تعارك الاثنين قبل مهرجان سمر سلام 2015 وكان العراك ضخم وتطلب عدة مصارعين ورجال الأمن في فك الشجار بينهما وكان في الحلبة واستمر على خلف الكواليس. في مهرجان سمر سلام يوم 23 أغسطس 2015، كانت نهاية المباراة غريبة نوعا ما حيث في البداية نفذ تيكر حركة بوابة الجحيم ولكن قلب لسنر الهجوم ولف ذراع تيكر للخلف بغيه اغضاعه للاستسلام وبالفعل استسلم تيكر ولكن الحكم لم يشاهد حركة يد تيكر ولكن شاهدها بول هيمان وهذا مادفعه إلى دق جرس النهاية ولكن الحكم لم يرضى بالنتيجة لان هو الحكم وقرر استمرار وكان لسنر يتناقش مع الحكم واستغل تيكر الامر وعمل حركة لو بلو للسنر وثم اتبعها بحركة بوابة الجحيم وهنا استسلم لسنر وفاز تيكر. في يوم 25 أكتوبر 2015 تواجه الاثنان في مهرجان الجحيم في الزنزانة وفاز ليسنر في المبارة وتعتبر المبارة اخر عراك بينهما.

### مبارايات الراسيل مانيا بعد كسر السلسلة
قرر براي وايت تحدي الأندتيكر وقال أنه لايخاف منه لان بروك لسنر كسر سلسلة الانتصارات تبعه. وبالفعل تحدى وايت الأندرتيكر في مهرجان الراسيل مانيا 31،  ولقد قبل تيكر التحدي وتواجهه الاثنان في المهرجان وفاز تيكر على براي وايت بعدما اطبق عليه حركة شاهد القبر.
في شهر فبراير 2016، عاد شين مكمان إلى عرض الراو ولقد أصيب بخيبة أمل بعدما راى ان مستوى عرض الراو أصبح سيء واراد ان يصبح مدير الراو، ولذلك قرر فنس مكمان وضع شرط له وهو إذا فاز على الاندرتيكر في الراسيل مانيا 32 سوف يدير عرض الراو، ولقد قبل شين الشرط. . قرر فنس مكمان ان تكون المباراة من نوع الجحيم في الزنزانة واشترط على تيكر انه لو خسر امام شين سيكون هذا اخر ظهور له في الراسيل مانيا. خلال المباراة صعد شين مكمان فوق الزنزانة بغيه القفز على تيكر الموجود على طاولة التعليق ولكن عندما قفز شين ابتعد تيكر فورا وسقط شين على الطاولة وتحطمت. بعد ذلك فاز تيكر على شين واثبت ان هذا ليس الظهور الاخير له من جهه أخرى تم تطبيق شرط المبارة وهو عدم السماح لشين مكمان بإدارة عرض الراو.
في الرومبل رويال يوم 29 يناير 2017، أقصى رومان رينز الاندرتيكر وقال له ان هذه الحلبة هي حظيرته ولم تعد حظيرة تيكر بعد الآن. في حلقة 6 مايو 2017 من عرض راو، استدعى براون سترومان رومان رينز الذي خسر أمامه في عرض فاست لان، لكن لم يخرج رومان بل ظهر تيكر ودخل الحلبة وهنا قام رومان بالخروج من الحلبة، وبعد ذلك مباشرة ظهر راينز ودخل الحلبة وقال إلى تيكر ان الحلبة هي حظيرة وهنا نفذ تيكر حركة شوك سلام عليه وغادر المكان. في عرض الراو التالي كان رومان يتحدث مره أخرى على انه هو المسيطر والحلبة حظيرته وطلب من اندرتيكر المجيء له كرجل لكن خرج مايلكز له وحذره من الاندرتيكر ولكن رومان لم يبالي وقال له، سوف اجعل تيكر يتقاعد كما جعلك تتقاعد. في مهرجان الراسيل مانيا 33 تواجه البطلان وكان الحدث في يوم 2 أبريل 2017، ولقد خسر تيكر المبارة بعدما سدد رومان خمس مرات ضرب الرمح، لتصبح نتيجة السلسلة 23-2. بعد المباراة، نزع تيكر قفازاته، ومعطفه وقبعته ووضعها في وسط الحلبة. توجه إلى الخارج في النهاية ورفع يده اليمنى كعادته وبهذا أعلن تيكر اعتزاله المصارعة بعد مشوار دام أكثر من 30 سنة (من عام 1984 إلى 2017).

## ألعاب الفيديو
أصدرت شركة دبليو دبليو أي العديد من ألعاب الفيديو التي تتضمن سلسلة أندرتيكر، بالإضافة إلى مجموعة أربعة أسطوانات بمناسبة وصول سلسلة اندرتيكر إلى 20-0 في عام 2012. في عام 2015 صدرت نسخة محدثة تتضمن الفوز على سي أم بانك، والخسارة أمام بروك لسنر.
لعبة دبليو دبليو إي تو كي 14 تم تصميم قسم جديد يدعى السلسلة في الراسيل مانيا، حيث يمكن لللاعبين محاولة الدفاع عن الانتصارات وتكون لهم سلسلة خاصة بهم كما كان لأندرتيكر سلسلة خاصة يدافع عنها وايضا يمكن لللاعب محاولة كسر السلسلة ضد مصارع وحيد.